# 何剑锋
何剑锋，盈峰控股集团有限公司董事长，美的集团创始人何享健之子。曾是佛山市政协委员。

## 企业家排名
2016年10月13日，2016年胡润百富榜发布，何享健和何剑锋父子以780亿元财富位列第十名。
2018年10月，2018年胡润百富榜再次发布，何享健和何剑锋父子以1300亿元财富位列第六名。
2019年2月26日，胡润研究院发布了《2019胡润全球富豪榜》，何享健和何剑锋父子以1300亿元财富位列大中华区第七位。
2019年10月10日，《2019年胡润百富榜》发布，何享健和何剑锋父子位列第四位。
2019年10月30日，《2019斯维登集团·胡润房地产企业家榜》发布，何享健和何剑锋父子以190亿财富位列第27位。
2019年11月21日，《2019胡润套现企业家30强》发布，何享健和何剑锋父子过去一年套现40亿元位列第六位。